# U-Boot (napój)

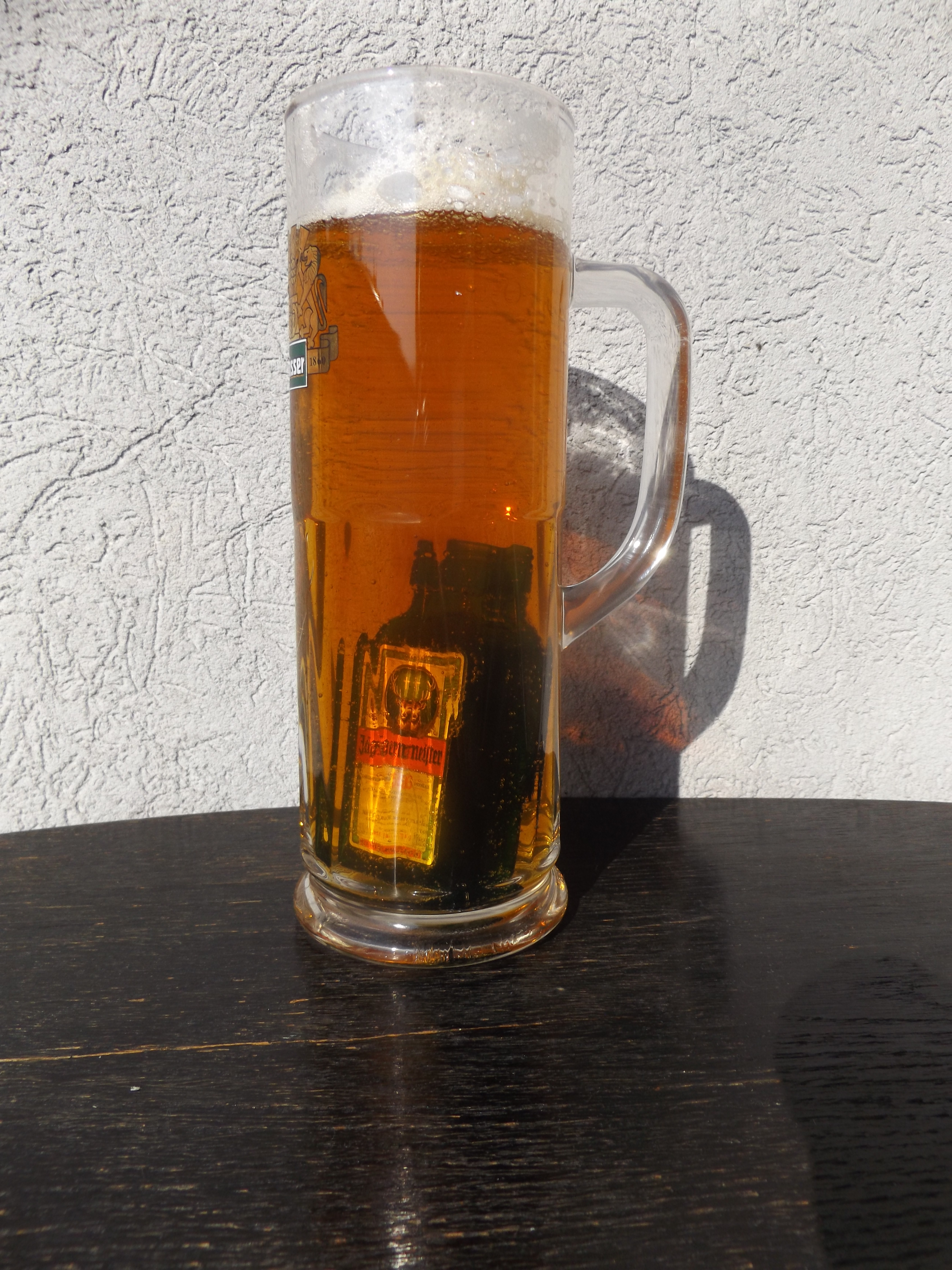
Napój alkoholowy U-Boot

U-Boot (z niem.: okręt podwodny) – popularny w Polsce, Niemczech, Serbii oraz krajach Beneluksu koktajl alkoholowy. Nazwa napoju jest ściśle związana ze sposobem jego przyrządzania.
Sposób przyrządzania
- 500 ml piwa
- 50 ml wódki

Kieliszek wypełniony wódką zanurzyć w kuflu lub szklance piwa.